# Хлорид дихлоротетраамминкобальта(III)
Хлорид дихлоротетраамминкобальта(III) — неорганическое соединение,
комплексный аммин соли металла кобальта и соляной кислоты с формулой [Co(NH3)4Cl2]Cl,
растворяется в воде,
образует кристаллогидраты — фиолетовые или зелёные кристаллы.
Образует два изомера: хлорид 1,2-дихлоротетраамминкобальта(III) (или цис-изомер) и хлорид 1,6-дихлоротетраамминкобальта(III) (или транс-изомер).

## Получение
- Цис-изомер (тривиальное название — виолеохлорид) образуется при действии соляной кислотой на нитрат динитротетраамминокобальта(III):

{\displaystyle {\mathsf {2[Co(NH_{3})_{4}(NO_{2})_{2}]NO_{2}+6HCl\ {\xrightarrow {-10^{o}C}}\ }}}
{\displaystyle {\mathsf {\ {\xrightarrow {-10^{o}C}}\ 2[Co(NH_{3})_{4}Cl_{2}]Cl+3NO\uparrow +3NO_{2}\uparrow +3H_{2}O}}}
- Транс-изомер (тривиальное название — празеохлорид) образуется при действии соляной кислотой на сульфат диакватетраамминкобальта(III):

{\displaystyle {\mathsf {[Co(NH_{3})_{4}(H_{2}O)_{2}]_{2}(SO_{4})_{3}+6HCl\ {\xrightarrow {-10^{o}C}}\ }}}
{\displaystyle {\mathsf {\ {\xrightarrow {-10^{o}C}}\ 2[Co(NH_{3})_{4}Cl_{2}]Cl+3H_{2}SO_{4}+2H_{2}O}}}

## Физические свойства
Хлорид дихлоротетраамминкобальта(III) образует кристаллогидраты:
- хлорид 1,2-дихлоротетраамминкобальта(III), цис-изомер, [Co(NH3)4Cl2]Cl}•½H2O — фиолетовые кристаллы, растворяется в воде;
- хлорид 1,6-дихлоротетраамминкобальта(III), транс-изомер, [Co(NH3)4Cl2]Cl}•H2O — зелёные кристаллы, слабо растворяется в воде;